# George Henry Mackenzie
George Henry Mackenzie (North Kessock, Escòcia, 24 de març de 1837 – Nova York, 14 d'abril de 1891) fou un Mestre d'escacs estatunidenc nascut a Escòcia.

## Biografia
Mackenzie es va formar principalment a Aberdeen, a l'Aberdeen Grammar School i al Marischal College de la Universitat d'Aberdeen; però també va estudiar a Roan, França, i Szczecin, Prússia, de 1853 a 1855. Va ser comissionat al Reial Cos de Fusellers del Rei com a alferes el 1856 quan tenia dinou anys. Poc després, el seu regiment va ser enviat al Cap de Bona Esperança, i d'allà a l'Índia. Va viatjar a Anglaterra el 1858, després d'haver estat ascendit al grau de tinent. El 1861 va vendre la seva comissió i es va retirar de l'exèrcit. Mackenzie va començar a practicar els escacs el 1853, i el 1862 va guanyar un torneig de hàndicap a Londres en què va derrotar Adolf Anderssen.
El 1863, en meitat de la Guerra Civil americana, es va traslladar als Estats Units. Durant la Guerra Civil, va lluitar al costat de la Unió, obtenint el grau de capità al 10è Regiment de Tropes de Color dels Estats Units. No obstant això, el 16 de juny de 1864, l'exèrcit dels Estats Units va denunciar que era desertor. El 1865, Mackenzie va arribar a Nova York, on va escriure sobre temes d'escacs per a Turf, Field and Farm. Va guanyar els primers premis als concursos anuals del New York Chess Club el 1865, 1866, 1867 i 1868.

## Mort
Mackenzie va morir a l'hotel Cooper Union el 14 d'abril de 1891, però la causa de la mort és una qüestió d'especulació considerable. El New York Times va informar el 27 d'abril de 1890 que Mackenzie patia tuberculosi, i el 15 d'abril de 1891, un dia després de la seva mort, va esmentar que la causa immediata de la mort era la pneumònia, assenyalant que el seu estat havia empitjorat per la febre que havia agafat mentre visitava l'Havana. No obstant això, el 29 d'abril de 1891, The Sun va publicar un informe del doctor SB Minden, que havia visitat Mackenzie abans de la seva mort, afirmant que el capità s'havia suïcidat per una sobredosi de morfina, que havia demanat abans per alleujar el seu dolor provocat per la tuberculosi, però el doctor Minden s'hi havia negat. El metge que havia atès Mackenzie durant la seva última malaltia va rebutjar aquesta afirmació com a ridícula, insistint que la tuberculosi era la causa de la mort.

## Carrera escaquística
Mackenzie va dominar els escacs nord-americans des del moment en què va emigrar el 1863 fins poc abans de la seva mort el 1891. Durant un període de 15 anys, del 1865 al 1880, Mackenzie va acumular un rècord de tretze primers llocs consecutius en tornejos, alhora que va guanyar sis de set matxs, amb només un empat. Els seus èxits als Estats Units van incloure el primer lloc a Cleveland 1871, Chicago 1874 i Nova York 1880 (el segon, tercer i cinquè American Chess Congress, respectivament). El 1878 Mackenzie va començar a rebre invitacions per jugar als millors tornejos internacionals d'Europa.
Posteriorment, va jugar en molts tornejos tant a casa com a l'estranger. El 1878, va empatar al quart-cinquè llocs a París. El 1882, va empatar al quart lloc a Viena (guanyaren Wilhelm Steinitz i Szymon Winawer). El 1883, va empatar entre el cinquè i el setè llocs a Londres (va guanyar Johannes Zukertort). El 1885, va ocupar el quart lloc a Hereford (va guanyar Joseph Henry Blackburne) i va ocupar el setè lloc a Hamburg el 1885 (va guanyar Isidor Gunsberg). El 1886, va empatar entre el setè i el vuitè llocs a Londres.
El millor resultat de la seva carrera va ser guanyar el cinquè campionat d'Alemanya a Frankfurt del Main 1887, per davant de tots els principals jugadors mundials excepte el campió del món Wilhelm Steinitz: Blackburne, Zukertort, Berthold Englisch, Max Weiss, Curt von Bardeleben, Siegbert Tarrasch, i Louis Paulsen.
Va guanyar el cinquè campionat escocès a Glasgow 1888 amb una puntuació de +4−0=2. Samuel Lipschuetz el va succeir com a campió d'escacs dels Estats Units el 1890.
Tot i que la seva única victòria internacional va ser a Frankfurt el 1887, Mackenzie estava habitualment als primers llocs al llarg de la seva carrera. En matxs, el 1886 va derrotar a l'altre mestre nord-americà destacat de l'època, Samuel Lipschutz, per un marcador de +5−3=5. El mateix any, Mackenzie va empatar un matx a Londres amb el millor mestre europeu Amos Burn amb el compte final +4−4=2. Malgrat això, Mackenzie no era considerat un seriós aspirant al títol mundial que tenia Steinitz. Els seus resultats de torneig van ser inferiors als de Steinitz, Zukertort i Blackburne a la dècada de 1880, i el seu registre personal contra Steinitz va ser +1−6=3.

## Partides notables
|   | a | b | c | d | e | f | g | h |   |
| 8 | g8 negres torre · h8 negres torre · a7 negres peó · b7 negres peó · c7 negres dama · d7 negres alfil · f7 negres peó · g7 negres rei · h7 negres peó · c6 negres peó · d6 negres alfil · f6 negres peó · g6 negres cavall · d5 negres peó · h5 blanques dama · d4 blanques peó · f4 blanques peó · h4 blanques cavall · d3 blanques alfil · f3 blanques torre · g3 blanques cavall · a2 blanques peó · b2 blanques peó · c2 blanques peó · g2 blanques peó · h2 blanques peó · f1 blanques torre · g1 blanques rei | g8 negres torre · h8 negres torre · a7 negres peó · b7 negres peó · c7 negres dama · d7 negres alfil · f7 negres peó · g7 negres rei · h7 negres peó · c6 negres peó · d6 negres alfil · f6 negres peó · g6 negres cavall · d5 negres peó · h5 blanques dama · d4 blanques peó · f4 blanques peó · h4 blanques cavall · d3 blanques alfil · f3 blanques torre · g3 blanques cavall · a2 blanques peó · b2 blanques peó · c2 blanques peó · g2 blanques peó · h2 blanques peó · f1 blanques torre · g1 blanques rei | g8 negres torre · h8 negres torre · a7 negres peó · b7 negres peó · c7 negres dama · d7 negres alfil · f7 negres peó · g7 negres rei · h7 negres peó · c6 negres peó · d6 negres alfil · f6 negres peó · g6 negres cavall · d5 negres peó · h5 blanques dama · d4 blanques peó · f4 blanques peó · h4 blanques cavall · d3 blanques alfil · f3 blanques torre · g3 blanques cavall · a2 blanques peó · b2 blanques peó · c2 blanques peó · g2 blanques peó · h2 blanques peó · f1 blanques torre · g1 blanques rei | g8 negres torre · h8 negres torre · a7 negres peó · b7 negres peó · c7 negres dama · d7 negres alfil · f7 negres peó · g7 negres rei · h7 negres peó · c6 negres peó · d6 negres alfil · f6 negres peó · g6 negres cavall · d5 negres peó · h5 blanques dama · d4 blanques peó · f4 blanques peó · h4 blanques cavall · d3 blanques alfil · f3 blanques torre · g3 blanques cavall · a2 blanques peó · b2 blanques peó · c2 blanques peó · g2 blanques peó · h2 blanques peó · f1 blanques torre · g1 blanques rei | g8 negres torre · h8 negres torre · a7 negres peó · b7 negres peó · c7 negres dama · d7 negres alfil · f7 negres peó · g7 negres rei · h7 negres peó · c6 negres peó · d6 negres alfil · f6 negres peó · g6 negres cavall · d5 negres peó · h5 blanques dama · d4 blanques peó · f4 blanques peó · h4 blanques cavall · d3 blanques alfil · f3 blanques torre · g3 blanques cavall · a2 blanques peó · b2 blanques peó · c2 blanques peó · g2 blanques peó · h2 blanques peó · f1 blanques torre · g1 blanques rei | g8 negres torre · h8 negres torre · a7 negres peó · b7 negres peó · c7 negres dama · d7 negres alfil · f7 negres peó · g7 negres rei · h7 negres peó · c6 negres peó · d6 negres alfil · f6 negres peó · g6 negres cavall · d5 negres peó · h5 blanques dama · d4 blanques peó · f4 blanques peó · h4 blanques cavall · d3 blanques alfil · f3 blanques torre · g3 blanques cavall · a2 blanques peó · b2 blanques peó · c2 blanques peó · g2 blanques peó · h2 blanques peó · f1 blanques torre · g1 blanques rei | g8 negres torre · h8 negres torre · a7 negres peó · b7 negres peó · c7 negres dama · d7 negres alfil · f7 negres peó · g7 negres rei · h7 negres peó · c6 negres peó · d6 negres alfil · f6 negres peó · g6 negres cavall · d5 negres peó · h5 blanques dama · d4 blanques peó · f4 blanques peó · h4 blanques cavall · d3 blanques alfil · f3 blanques torre · g3 blanques cavall · a2 blanques peó · b2 blanques peó · c2 blanques peó · g2 blanques peó · h2 blanques peó · f1 blanques torre · g1 blanques rei | g8 negres torre · h8 negres torre · a7 negres peó · b7 negres peó · c7 negres dama · d7 negres alfil · f7 negres peó · g7 negres rei · h7 negres peó · c6 negres peó · d6 negres alfil · f6 negres peó · g6 negres cavall · d5 negres peó · h5 blanques dama · d4 blanques peó · f4 blanques peó · h4 blanques cavall · d3 blanques alfil · f3 blanques torre · g3 blanques cavall · a2 blanques peó · b2 blanques peó · c2 blanques peó · g2 blanques peó · h2 blanques peó · f1 blanques torre · g1 blanques rei | 8 |
| 7 | g8 negres torre · h8 negres torre · a7 negres peó · b7 negres peó · c7 negres dama · d7 negres alfil · f7 negres peó · g7 negres rei · h7 negres peó · c6 negres peó · d6 negres alfil · f6 negres peó · g6 negres cavall · d5 negres peó · h5 blanques dama · d4 blanques peó · f4 blanques peó · h4 blanques cavall · d3 blanques alfil · f3 blanques torre · g3 blanques cavall · a2 blanques peó · b2 blanques peó · c2 blanques peó · g2 blanques peó · h2 blanques peó · f1 blanques torre · g1 blanques rei | g8 negres torre · h8 negres torre · a7 negres peó · b7 negres peó · c7 negres dama · d7 negres alfil · f7 negres peó · g7 negres rei · h7 negres peó · c6 negres peó · d6 negres alfil · f6 negres peó · g6 negres cavall · d5 negres peó · h5 blanques dama · d4 blanques peó · f4 blanques peó · h4 blanques cavall · d3 blanques alfil · f3 blanques torre · g3 blanques cavall · a2 blanques peó · b2 blanques peó · c2 blanques peó · g2 blanques peó · h2 blanques peó · f1 blanques torre · g1 blanques rei | g8 negres torre · h8 negres torre · a7 negres peó · b7 negres peó · c7 negres dama · d7 negres alfil · f7 negres peó · g7 negres rei · h7 negres peó · c6 negres peó · d6 negres alfil · f6 negres peó · g6 negres cavall · d5 negres peó · h5 blanques dama · d4 blanques peó · f4 blanques peó · h4 blanques cavall · d3 blanques alfil · f3 blanques torre · g3 blanques cavall · a2 blanques peó · b2 blanques peó · c2 blanques peó · g2 blanques peó · h2 blanques peó · f1 blanques torre · g1 blanques rei | g8 negres torre · h8 negres torre · a7 negres peó · b7 negres peó · c7 negres dama · d7 negres alfil · f7 negres peó · g7 negres rei · h7 negres peó · c6 negres peó · d6 negres alfil · f6 negres peó · g6 negres cavall · d5 negres peó · h5 blanques dama · d4 blanques peó · f4 blanques peó · h4 blanques cavall · d3 blanques alfil · f3 blanques torre · g3 blanques cavall · a2 blanques peó · b2 blanques peó · c2 blanques peó · g2 blanques peó · h2 blanques peó · f1 blanques torre · g1 blanques rei | g8 negres torre · h8 negres torre · a7 negres peó · b7 negres peó · c7 negres dama · d7 negres alfil · f7 negres peó · g7 negres rei · h7 negres peó · c6 negres peó · d6 negres alfil · f6 negres peó · g6 negres cavall · d5 negres peó · h5 blanques dama · d4 blanques peó · f4 blanques peó · h4 blanques cavall · d3 blanques alfil · f3 blanques torre · g3 blanques cavall · a2 blanques peó · b2 blanques peó · c2 blanques peó · g2 blanques peó · h2 blanques peó · f1 blanques torre · g1 blanques rei | g8 negres torre · h8 negres torre · a7 negres peó · b7 negres peó · c7 negres dama · d7 negres alfil · f7 negres peó · g7 negres rei · h7 negres peó · c6 negres peó · d6 negres alfil · f6 negres peó · g6 negres cavall · d5 negres peó · h5 blanques dama · d4 blanques peó · f4 blanques peó · h4 blanques cavall · d3 blanques alfil · f3 blanques torre · g3 blanques cavall · a2 blanques peó · b2 blanques peó · c2 blanques peó · g2 blanques peó · h2 blanques peó · f1 blanques torre · g1 blanques rei | g8 negres torre · h8 negres torre · a7 negres peó · b7 negres peó · c7 negres dama · d7 negres alfil · f7 negres peó · g7 negres rei · h7 negres peó · c6 negres peó · d6 negres alfil · f6 negres peó · g6 negres cavall · d5 negres peó · h5 blanques dama · d4 blanques peó · f4 blanques peó · h4 blanques cavall · d3 blanques alfil · f3 blanques torre · g3 blanques cavall · a2 blanques peó · b2 blanques peó · c2 blanques peó · g2 blanques peó · h2 blanques peó · f1 blanques torre · g1 blanques rei | g8 negres torre · h8 negres torre · a7 negres peó · b7 negres peó · c7 negres dama · d7 negres alfil · f7 negres peó · g7 negres rei · h7 negres peó · c6 negres peó · d6 negres alfil · f6 negres peó · g6 negres cavall · d5 negres peó · h5 blanques dama · d4 blanques peó · f4 blanques peó · h4 blanques cavall · d3 blanques alfil · f3 blanques torre · g3 blanques cavall · a2 blanques peó · b2 blanques peó · c2 blanques peó · g2 blanques peó · h2 blanques peó · f1 blanques torre · g1 blanques rei | 7 |
| 6 | g8 negres torre · h8 negres torre · a7 negres peó · b7 negres peó · c7 negres dama · d7 negres alfil · f7 negres peó · g7 negres rei · h7 negres peó · c6 negres peó · d6 negres alfil · f6 negres peó · g6 negres cavall · d5 negres peó · h5 blanques dama · d4 blanques peó · f4 blanques peó · h4 blanques cavall · d3 blanques alfil · f3 blanques torre · g3 blanques cavall · a2 blanques peó · b2 blanques peó · c2 blanques peó · g2 blanques peó · h2 blanques peó · f1 blanques torre · g1 blanques rei | g8 negres torre · h8 negres torre · a7 negres peó · b7 negres peó · c7 negres dama · d7 negres alfil · f7 negres peó · g7 negres rei · h7 negres peó · c6 negres peó · d6 negres alfil · f6 negres peó · g6 negres cavall · d5 negres peó · h5 blanques dama · d4 blanques peó · f4 blanques peó · h4 blanques cavall · d3 blanques alfil · f3 blanques torre · g3 blanques cavall · a2 blanques peó · b2 blanques peó · c2 blanques peó · g2 blanques peó · h2 blanques peó · f1 blanques torre · g1 blanques rei | g8 negres torre · h8 negres torre · a7 negres peó · b7 negres peó · c7 negres dama · d7 negres alfil · f7 negres peó · g7 negres rei · h7 negres peó · c6 negres peó · d6 negres alfil · f6 negres peó · g6 negres cavall · d5 negres peó · h5 blanques dama · d4 blanques peó · f4 blanques peó · h4 blanques cavall · d3 blanques alfil · f3 blanques torre · g3 blanques cavall · a2 blanques peó · b2 blanques peó · c2 blanques peó · g2 blanques peó · h2 blanques peó · f1 blanques torre · g1 blanques rei | g8 negres torre · h8 negres torre · a7 negres peó · b7 negres peó · c7 negres dama · d7 negres alfil · f7 negres peó · g7 negres rei · h7 negres peó · c6 negres peó · d6 negres alfil · f6 negres peó · g6 negres cavall · d5 negres peó · h5 blanques dama · d4 blanques peó · f4 blanques peó · h4 blanques cavall · d3 blanques alfil · f3 blanques torre · g3 blanques cavall · a2 blanques peó · b2 blanques peó · c2 blanques peó · g2 blanques peó · h2 blanques peó · f1 blanques torre · g1 blanques rei | g8 negres torre · h8 negres torre · a7 negres peó · b7 negres peó · c7 negres dama · d7 negres alfil · f7 negres peó · g7 negres rei · h7 negres peó · c6 negres peó · d6 negres alfil · f6 negres peó · g6 negres cavall · d5 negres peó · h5 blanques dama · d4 blanques peó · f4 blanques peó · h4 blanques cavall · d3 blanques alfil · f3 blanques torre · g3 blanques cavall · a2 blanques peó · b2 blanques peó · c2 blanques peó · g2 blanques peó · h2 blanques peó · f1 blanques torre · g1 blanques rei | g8 negres torre · h8 negres torre · a7 negres peó · b7 negres peó · c7 negres dama · d7 negres alfil · f7 negres peó · g7 negres rei · h7 negres peó · c6 negres peó · d6 negres alfil · f6 negres peó · g6 negres cavall · d5 negres peó · h5 blanques dama · d4 blanques peó · f4 blanques peó · h4 blanques cavall · d3 blanques alfil · f3 blanques torre · g3 blanques cavall · a2 blanques peó · b2 blanques peó · c2 blanques peó · g2 blanques peó · h2 blanques peó · f1 blanques torre · g1 blanques rei | g8 negres torre · h8 negres torre · a7 negres peó · b7 negres peó · c7 negres dama · d7 negres alfil · f7 negres peó · g7 negres rei · h7 negres peó · c6 negres peó · d6 negres alfil · f6 negres peó · g6 negres cavall · d5 negres peó · h5 blanques dama · d4 blanques peó · f4 blanques peó · h4 blanques cavall · d3 blanques alfil · f3 blanques torre · g3 blanques cavall · a2 blanques peó · b2 blanques peó · c2 blanques peó · g2 blanques peó · h2 blanques peó · f1 blanques torre · g1 blanques rei | g8 negres torre · h8 negres torre · a7 negres peó · b7 negres peó · c7 negres dama · d7 negres alfil · f7 negres peó · g7 negres rei · h7 negres peó · c6 negres peó · d6 negres alfil · f6 negres peó · g6 negres cavall · d5 negres peó · h5 blanques dama · d4 blanques peó · f4 blanques peó · h4 blanques cavall · d3 blanques alfil · f3 blanques torre · g3 blanques cavall · a2 blanques peó · b2 blanques peó · c2 blanques peó · g2 blanques peó · h2 blanques peó · f1 blanques torre · g1 blanques rei | 6 |
| 5 | g8 negres torre · h8 negres torre · a7 negres peó · b7 negres peó · c7 negres dama · d7 negres alfil · f7 negres peó · g7 negres rei · h7 negres peó · c6 negres peó · d6 negres alfil · f6 negres peó · g6 negres cavall · d5 negres peó · h5 blanques dama · d4 blanques peó · f4 blanques peó · h4 blanques cavall · d3 blanques alfil · f3 blanques torre · g3 blanques cavall · a2 blanques peó · b2 blanques peó · c2 blanques peó · g2 blanques peó · h2 blanques peó · f1 blanques torre · g1 blanques rei | g8 negres torre · h8 negres torre · a7 negres peó · b7 negres peó · c7 negres dama · d7 negres alfil · f7 negres peó · g7 negres rei · h7 negres peó · c6 negres peó · d6 negres alfil · f6 negres peó · g6 negres cavall · d5 negres peó · h5 blanques dama · d4 blanques peó · f4 blanques peó · h4 blanques cavall · d3 blanques alfil · f3 blanques torre · g3 blanques cavall · a2 blanques peó · b2 blanques peó · c2 blanques peó · g2 blanques peó · h2 blanques peó · f1 blanques torre · g1 blanques rei | g8 negres torre · h8 negres torre · a7 negres peó · b7 negres peó · c7 negres dama · d7 negres alfil · f7 negres peó · g7 negres rei · h7 negres peó · c6 negres peó · d6 negres alfil · f6 negres peó · g6 negres cavall · d5 negres peó · h5 blanques dama · d4 blanques peó · f4 blanques peó · h4 blanques cavall · d3 blanques alfil · f3 blanques torre · g3 blanques cavall · a2 blanques peó · b2 blanques peó · c2 blanques peó · g2 blanques peó · h2 blanques peó · f1 blanques torre · g1 blanques rei | g8 negres torre · h8 negres torre · a7 negres peó · b7 negres peó · c7 negres dama · d7 negres alfil · f7 negres peó · g7 negres rei · h7 negres peó · c6 negres peó · d6 negres alfil · f6 negres peó · g6 negres cavall · d5 negres peó · h5 blanques dama · d4 blanques peó · f4 blanques peó · h4 blanques cavall · d3 blanques alfil · f3 blanques torre · g3 blanques cavall · a2 blanques peó · b2 blanques peó · c2 blanques peó · g2 blanques peó · h2 blanques peó · f1 blanques torre · g1 blanques rei | g8 negres torre · h8 negres torre · a7 negres peó · b7 negres peó · c7 negres dama · d7 negres alfil · f7 negres peó · g7 negres rei · h7 negres peó · c6 negres peó · d6 negres alfil · f6 negres peó · g6 negres cavall · d5 negres peó · h5 blanques dama · d4 blanques peó · f4 blanques peó · h4 blanques cavall · d3 blanques alfil · f3 blanques torre · g3 blanques cavall · a2 blanques peó · b2 blanques peó · c2 blanques peó · g2 blanques peó · h2 blanques peó · f1 blanques torre · g1 blanques rei | g8 negres torre · h8 negres torre · a7 negres peó · b7 negres peó · c7 negres dama · d7 negres alfil · f7 negres peó · g7 negres rei · h7 negres peó · c6 negres peó · d6 negres alfil · f6 negres peó · g6 negres cavall · d5 negres peó · h5 blanques dama · d4 blanques peó · f4 blanques peó · h4 blanques cavall · d3 blanques alfil · f3 blanques torre · g3 blanques cavall · a2 blanques peó · b2 blanques peó · c2 blanques peó · g2 blanques peó · h2 blanques peó · f1 blanques torre · g1 blanques rei | g8 negres torre · h8 negres torre · a7 negres peó · b7 negres peó · c7 negres dama · d7 negres alfil · f7 negres peó · g7 negres rei · h7 negres peó · c6 negres peó · d6 negres alfil · f6 negres peó · g6 negres cavall · d5 negres peó · h5 blanques dama · d4 blanques peó · f4 blanques peó · h4 blanques cavall · d3 blanques alfil · f3 blanques torre · g3 blanques cavall · a2 blanques peó · b2 blanques peó · c2 blanques peó · g2 blanques peó · h2 blanques peó · f1 blanques torre · g1 blanques rei | g8 negres torre · h8 negres torre · a7 negres peó · b7 negres peó · c7 negres dama · d7 negres alfil · f7 negres peó · g7 negres rei · h7 negres peó · c6 negres peó · d6 negres alfil · f6 negres peó · g6 negres cavall · d5 negres peó · h5 blanques dama · d4 blanques peó · f4 blanques peó · h4 blanques cavall · d3 blanques alfil · f3 blanques torre · g3 blanques cavall · a2 blanques peó · b2 blanques peó · c2 blanques peó · g2 blanques peó · h2 blanques peó · f1 blanques torre · g1 blanques rei | 5 |
| 4 | g8 negres torre · h8 negres torre · a7 negres peó · b7 negres peó · c7 negres dama · d7 negres alfil · f7 negres peó · g7 negres rei · h7 negres peó · c6 negres peó · d6 negres alfil · f6 negres peó · g6 negres cavall · d5 negres peó · h5 blanques dama · d4 blanques peó · f4 blanques peó · h4 blanques cavall · d3 blanques alfil · f3 blanques torre · g3 blanques cavall · a2 blanques peó · b2 blanques peó · c2 blanques peó · g2 blanques peó · h2 blanques peó · f1 blanques torre · g1 blanques rei | g8 negres torre · h8 negres torre · a7 negres peó · b7 negres peó · c7 negres dama · d7 negres alfil · f7 negres peó · g7 negres rei · h7 negres peó · c6 negres peó · d6 negres alfil · f6 negres peó · g6 negres cavall · d5 negres peó · h5 blanques dama · d4 blanques peó · f4 blanques peó · h4 blanques cavall · d3 blanques alfil · f3 blanques torre · g3 blanques cavall · a2 blanques peó · b2 blanques peó · c2 blanques peó · g2 blanques peó · h2 blanques peó · f1 blanques torre · g1 blanques rei | g8 negres torre · h8 negres torre · a7 negres peó · b7 negres peó · c7 negres dama · d7 negres alfil · f7 negres peó · g7 negres rei · h7 negres peó · c6 negres peó · d6 negres alfil · f6 negres peó · g6 negres cavall · d5 negres peó · h5 blanques dama · d4 blanques peó · f4 blanques peó · h4 blanques cavall · d3 blanques alfil · f3 blanques torre · g3 blanques cavall · a2 blanques peó · b2 blanques peó · c2 blanques peó · g2 blanques peó · h2 blanques peó · f1 blanques torre · g1 blanques rei | g8 negres torre · h8 negres torre · a7 negres peó · b7 negres peó · c7 negres dama · d7 negres alfil · f7 negres peó · g7 negres rei · h7 negres peó · c6 negres peó · d6 negres alfil · f6 negres peó · g6 negres cavall · d5 negres peó · h5 blanques dama · d4 blanques peó · f4 blanques peó · h4 blanques cavall · d3 blanques alfil · f3 blanques torre · g3 blanques cavall · a2 blanques peó · b2 blanques peó · c2 blanques peó · g2 blanques peó · h2 blanques peó · f1 blanques torre · g1 blanques rei | g8 negres torre · h8 negres torre · a7 negres peó · b7 negres peó · c7 negres dama · d7 negres alfil · f7 negres peó · g7 negres rei · h7 negres peó · c6 negres peó · d6 negres alfil · f6 negres peó · g6 negres cavall · d5 negres peó · h5 blanques dama · d4 blanques peó · f4 blanques peó · h4 blanques cavall · d3 blanques alfil · f3 blanques torre · g3 blanques cavall · a2 blanques peó · b2 blanques peó · c2 blanques peó · g2 blanques peó · h2 blanques peó · f1 blanques torre · g1 blanques rei | g8 negres torre · h8 negres torre · a7 negres peó · b7 negres peó · c7 negres dama · d7 negres alfil · f7 negres peó · g7 negres rei · h7 negres peó · c6 negres peó · d6 negres alfil · f6 negres peó · g6 negres cavall · d5 negres peó · h5 blanques dama · d4 blanques peó · f4 blanques peó · h4 blanques cavall · d3 blanques alfil · f3 blanques torre · g3 blanques cavall · a2 blanques peó · b2 blanques peó · c2 blanques peó · g2 blanques peó · h2 blanques peó · f1 blanques torre · g1 blanques rei | g8 negres torre · h8 negres torre · a7 negres peó · b7 negres peó · c7 negres dama · d7 negres alfil · f7 negres peó · g7 negres rei · h7 negres peó · c6 negres peó · d6 negres alfil · f6 negres peó · g6 negres cavall · d5 negres peó · h5 blanques dama · d4 blanques peó · f4 blanques peó · h4 blanques cavall · d3 blanques alfil · f3 blanques torre · g3 blanques cavall · a2 blanques peó · b2 blanques peó · c2 blanques peó · g2 blanques peó · h2 blanques peó · f1 blanques torre · g1 blanques rei | g8 negres torre · h8 negres torre · a7 negres peó · b7 negres peó · c7 negres dama · d7 negres alfil · f7 negres peó · g7 negres rei · h7 negres peó · c6 negres peó · d6 negres alfil · f6 negres peó · g6 negres cavall · d5 negres peó · h5 blanques dama · d4 blanques peó · f4 blanques peó · h4 blanques cavall · d3 blanques alfil · f3 blanques torre · g3 blanques cavall · a2 blanques peó · b2 blanques peó · c2 blanques peó · g2 blanques peó · h2 blanques peó · f1 blanques torre · g1 blanques rei | 4 |
| 3 | g8 negres torre · h8 negres torre · a7 negres peó · b7 negres peó · c7 negres dama · d7 negres alfil · f7 negres peó · g7 negres rei · h7 negres peó · c6 negres peó · d6 negres alfil · f6 negres peó · g6 negres cavall · d5 negres peó · h5 blanques dama · d4 blanques peó · f4 blanques peó · h4 blanques cavall · d3 blanques alfil · f3 blanques torre · g3 blanques cavall · a2 blanques peó · b2 blanques peó · c2 blanques peó · g2 blanques peó · h2 blanques peó · f1 blanques torre · g1 blanques rei | g8 negres torre · h8 negres torre · a7 negres peó · b7 negres peó · c7 negres dama · d7 negres alfil · f7 negres peó · g7 negres rei · h7 negres peó · c6 negres peó · d6 negres alfil · f6 negres peó · g6 negres cavall · d5 negres peó · h5 blanques dama · d4 blanques peó · f4 blanques peó · h4 blanques cavall · d3 blanques alfil · f3 blanques torre · g3 blanques cavall · a2 blanques peó · b2 blanques peó · c2 blanques peó · g2 blanques peó · h2 blanques peó · f1 blanques torre · g1 blanques rei | g8 negres torre · h8 negres torre · a7 negres peó · b7 negres peó · c7 negres dama · d7 negres alfil · f7 negres peó · g7 negres rei · h7 negres peó · c6 negres peó · d6 negres alfil · f6 negres peó · g6 negres cavall · d5 negres peó · h5 blanques dama · d4 blanques peó · f4 blanques peó · h4 blanques cavall · d3 blanques alfil · f3 blanques torre · g3 blanques cavall · a2 blanques peó · b2 blanques peó · c2 blanques peó · g2 blanques peó · h2 blanques peó · f1 blanques torre · g1 blanques rei | g8 negres torre · h8 negres torre · a7 negres peó · b7 negres peó · c7 negres dama · d7 negres alfil · f7 negres peó · g7 negres rei · h7 negres peó · c6 negres peó · d6 negres alfil · f6 negres peó · g6 negres cavall · d5 negres peó · h5 blanques dama · d4 blanques peó · f4 blanques peó · h4 blanques cavall · d3 blanques alfil · f3 blanques torre · g3 blanques cavall · a2 blanques peó · b2 blanques peó · c2 blanques peó · g2 blanques peó · h2 blanques peó · f1 blanques torre · g1 blanques rei | g8 negres torre · h8 negres torre · a7 negres peó · b7 negres peó · c7 negres dama · d7 negres alfil · f7 negres peó · g7 negres rei · h7 negres peó · c6 negres peó · d6 negres alfil · f6 negres peó · g6 negres cavall · d5 negres peó · h5 blanques dama · d4 blanques peó · f4 blanques peó · h4 blanques cavall · d3 blanques alfil · f3 blanques torre · g3 blanques cavall · a2 blanques peó · b2 blanques peó · c2 blanques peó · g2 blanques peó · h2 blanques peó · f1 blanques torre · g1 blanques rei | g8 negres torre · h8 negres torre · a7 negres peó · b7 negres peó · c7 negres dama · d7 negres alfil · f7 negres peó · g7 negres rei · h7 negres peó · c6 negres peó · d6 negres alfil · f6 negres peó · g6 negres cavall · d5 negres peó · h5 blanques dama · d4 blanques peó · f4 blanques peó · h4 blanques cavall · d3 blanques alfil · f3 blanques torre · g3 blanques cavall · a2 blanques peó · b2 blanques peó · c2 blanques peó · g2 blanques peó · h2 blanques peó · f1 blanques torre · g1 blanques rei | g8 negres torre · h8 negres torre · a7 negres peó · b7 negres peó · c7 negres dama · d7 negres alfil · f7 negres peó · g7 negres rei · h7 negres peó · c6 negres peó · d6 negres alfil · f6 negres peó · g6 negres cavall · d5 negres peó · h5 blanques dama · d4 blanques peó · f4 blanques peó · h4 blanques cavall · d3 blanques alfil · f3 blanques torre · g3 blanques cavall · a2 blanques peó · b2 blanques peó · c2 blanques peó · g2 blanques peó · h2 blanques peó · f1 blanques torre · g1 blanques rei | g8 negres torre · h8 negres torre · a7 negres peó · b7 negres peó · c7 negres dama · d7 negres alfil · f7 negres peó · g7 negres rei · h7 negres peó · c6 negres peó · d6 negres alfil · f6 negres peó · g6 negres cavall · d5 negres peó · h5 blanques dama · d4 blanques peó · f4 blanques peó · h4 blanques cavall · d3 blanques alfil · f3 blanques torre · g3 blanques cavall · a2 blanques peó · b2 blanques peó · c2 blanques peó · g2 blanques peó · h2 blanques peó · f1 blanques torre · g1 blanques rei | 3 |
| 2 | g8 negres torre · h8 negres torre · a7 negres peó · b7 negres peó · c7 negres dama · d7 negres alfil · f7 negres peó · g7 negres rei · h7 negres peó · c6 negres peó · d6 negres alfil · f6 negres peó · g6 negres cavall · d5 negres peó · h5 blanques dama · d4 blanques peó · f4 blanques peó · h4 blanques cavall · d3 blanques alfil · f3 blanques torre · g3 blanques cavall · a2 blanques peó · b2 blanques peó · c2 blanques peó · g2 blanques peó · h2 blanques peó · f1 blanques torre · g1 blanques rei | g8 negres torre · h8 negres torre · a7 negres peó · b7 negres peó · c7 negres dama · d7 negres alfil · f7 negres peó · g7 negres rei · h7 negres peó · c6 negres peó · d6 negres alfil · f6 negres peó · g6 negres cavall · d5 negres peó · h5 blanques dama · d4 blanques peó · f4 blanques peó · h4 blanques cavall · d3 blanques alfil · f3 blanques torre · g3 blanques cavall · a2 blanques peó · b2 blanques peó · c2 blanques peó · g2 blanques peó · h2 blanques peó · f1 blanques torre · g1 blanques rei | g8 negres torre · h8 negres torre · a7 negres peó · b7 negres peó · c7 negres dama · d7 negres alfil · f7 negres peó · g7 negres rei · h7 negres peó · c6 negres peó · d6 negres alfil · f6 negres peó · g6 negres cavall · d5 negres peó · h5 blanques dama · d4 blanques peó · f4 blanques peó · h4 blanques cavall · d3 blanques alfil · f3 blanques torre · g3 blanques cavall · a2 blanques peó · b2 blanques peó · c2 blanques peó · g2 blanques peó · h2 blanques peó · f1 blanques torre · g1 blanques rei | g8 negres torre · h8 negres torre · a7 negres peó · b7 negres peó · c7 negres dama · d7 negres alfil · f7 negres peó · g7 negres rei · h7 negres peó · c6 negres peó · d6 negres alfil · f6 negres peó · g6 negres cavall · d5 negres peó · h5 blanques dama · d4 blanques peó · f4 blanques peó · h4 blanques cavall · d3 blanques alfil · f3 blanques torre · g3 blanques cavall · a2 blanques peó · b2 blanques peó · c2 blanques peó · g2 blanques peó · h2 blanques peó · f1 blanques torre · g1 blanques rei | g8 negres torre · h8 negres torre · a7 negres peó · b7 negres peó · c7 negres dama · d7 negres alfil · f7 negres peó · g7 negres rei · h7 negres peó · c6 negres peó · d6 negres alfil · f6 negres peó · g6 negres cavall · d5 negres peó · h5 blanques dama · d4 blanques peó · f4 blanques peó · h4 blanques cavall · d3 blanques alfil · f3 blanques torre · g3 blanques cavall · a2 blanques peó · b2 blanques peó · c2 blanques peó · g2 blanques peó · h2 blanques peó · f1 blanques torre · g1 blanques rei | g8 negres torre · h8 negres torre · a7 negres peó · b7 negres peó · c7 negres dama · d7 negres alfil · f7 negres peó · g7 negres rei · h7 negres peó · c6 negres peó · d6 negres alfil · f6 negres peó · g6 negres cavall · d5 negres peó · h5 blanques dama · d4 blanques peó · f4 blanques peó · h4 blanques cavall · d3 blanques alfil · f3 blanques torre · g3 blanques cavall · a2 blanques peó · b2 blanques peó · c2 blanques peó · g2 blanques peó · h2 blanques peó · f1 blanques torre · g1 blanques rei | g8 negres torre · h8 negres torre · a7 negres peó · b7 negres peó · c7 negres dama · d7 negres alfil · f7 negres peó · g7 negres rei · h7 negres peó · c6 negres peó · d6 negres alfil · f6 negres peó · g6 negres cavall · d5 negres peó · h5 blanques dama · d4 blanques peó · f4 blanques peó · h4 blanques cavall · d3 blanques alfil · f3 blanques torre · g3 blanques cavall · a2 blanques peó · b2 blanques peó · c2 blanques peó · g2 blanques peó · h2 blanques peó · f1 blanques torre · g1 blanques rei | g8 negres torre · h8 negres torre · a7 negres peó · b7 negres peó · c7 negres dama · d7 negres alfil · f7 negres peó · g7 negres rei · h7 negres peó · c6 negres peó · d6 negres alfil · f6 negres peó · g6 negres cavall · d5 negres peó · h5 blanques dama · d4 blanques peó · f4 blanques peó · h4 blanques cavall · d3 blanques alfil · f3 blanques torre · g3 blanques cavall · a2 blanques peó · b2 blanques peó · c2 blanques peó · g2 blanques peó · h2 blanques peó · f1 blanques torre · g1 blanques rei | 2 |
| 1 | g8 negres torre · h8 negres torre · a7 negres peó · b7 negres peó · c7 negres dama · d7 negres alfil · f7 negres peó · g7 negres rei · h7 negres peó · c6 negres peó · d6 negres alfil · f6 negres peó · g6 negres cavall · d5 negres peó · h5 blanques dama · d4 blanques peó · f4 blanques peó · h4 blanques cavall · d3 blanques alfil · f3 blanques torre · g3 blanques cavall · a2 blanques peó · b2 blanques peó · c2 blanques peó · g2 blanques peó · h2 blanques peó · f1 blanques torre · g1 blanques rei | g8 negres torre · h8 negres torre · a7 negres peó · b7 negres peó · c7 negres dama · d7 negres alfil · f7 negres peó · g7 negres rei · h7 negres peó · c6 negres peó · d6 negres alfil · f6 negres peó · g6 negres cavall · d5 negres peó · h5 blanques dama · d4 blanques peó · f4 blanques peó · h4 blanques cavall · d3 blanques alfil · f3 blanques torre · g3 blanques cavall · a2 blanques peó · b2 blanques peó · c2 blanques peó · g2 blanques peó · h2 blanques peó · f1 blanques torre · g1 blanques rei | g8 negres torre · h8 negres torre · a7 negres peó · b7 negres peó · c7 negres dama · d7 negres alfil · f7 negres peó · g7 negres rei · h7 negres peó · c6 negres peó · d6 negres alfil · f6 negres peó · g6 negres cavall · d5 negres peó · h5 blanques dama · d4 blanques peó · f4 blanques peó · h4 blanques cavall · d3 blanques alfil · f3 blanques torre · g3 blanques cavall · a2 blanques peó · b2 blanques peó · c2 blanques peó · g2 blanques peó · h2 blanques peó · f1 blanques torre · g1 blanques rei | g8 negres torre · h8 negres torre · a7 negres peó · b7 negres peó · c7 negres dama · d7 negres alfil · f7 negres peó · g7 negres rei · h7 negres peó · c6 negres peó · d6 negres alfil · f6 negres peó · g6 negres cavall · d5 negres peó · h5 blanques dama · d4 blanques peó · f4 blanques peó · h4 blanques cavall · d3 blanques alfil · f3 blanques torre · g3 blanques cavall · a2 blanques peó · b2 blanques peó · c2 blanques peó · g2 blanques peó · h2 blanques peó · f1 blanques torre · g1 blanques rei | g8 negres torre · h8 negres torre · a7 negres peó · b7 negres peó · c7 negres dama · d7 negres alfil · f7 negres peó · g7 negres rei · h7 negres peó · c6 negres peó · d6 negres alfil · f6 negres peó · g6 negres cavall · d5 negres peó · h5 blanques dama · d4 blanques peó · f4 blanques peó · h4 blanques cavall · d3 blanques alfil · f3 blanques torre · g3 blanques cavall · a2 blanques peó · b2 blanques peó · c2 blanques peó · g2 blanques peó · h2 blanques peó · f1 blanques torre · g1 blanques rei | g8 negres torre · h8 negres torre · a7 negres peó · b7 negres peó · c7 negres dama · d7 negres alfil · f7 negres peó · g7 negres rei · h7 negres peó · c6 negres peó · d6 negres alfil · f6 negres peó · g6 negres cavall · d5 negres peó · h5 blanques dama · d4 blanques peó · f4 blanques peó · h4 blanques cavall · d3 blanques alfil · f3 blanques torre · g3 blanques cavall · a2 blanques peó · b2 blanques peó · c2 blanques peó · g2 blanques peó · h2 blanques peó · f1 blanques torre · g1 blanques rei | g8 negres torre · h8 negres torre · a7 negres peó · b7 negres peó · c7 negres dama · d7 negres alfil · f7 negres peó · g7 negres rei · h7 negres peó · c6 negres peó · d6 negres alfil · f6 negres peó · g6 negres cavall · d5 negres peó · h5 blanques dama · d4 blanques peó · f4 blanques peó · h4 blanques cavall · d3 blanques alfil · f3 blanques torre · g3 blanques cavall · a2 blanques peó · b2 blanques peó · c2 blanques peó · g2 blanques peó · h2 blanques peó · f1 blanques torre · g1 blanques rei | g8 negres torre · h8 negres torre · a7 negres peó · b7 negres peó · c7 negres dama · d7 negres alfil · f7 negres peó · g7 negres rei · h7 negres peó · c6 negres peó · d6 negres alfil · f6 negres peó · g6 negres cavall · d5 negres peó · h5 blanques dama · d4 blanques peó · f4 blanques peó · h4 blanques cavall · d3 blanques alfil · f3 blanques torre · g3 blanques cavall · a2 blanques peó · b2 blanques peó · c2 blanques peó · g2 blanques peó · h2 blanques peó · f1 blanques torre · g1 blanques rei | 1 |
|   | a | b | c | d | e | f | g | h |   |

Mackenzie - James Mason, París 1878

1.e4 e6 2.d4 d5 3.Cc3 Cf6 4.exd5 exd5 5.Cf3 Ad6 6.Ad3 0-0 7.0-0 Cc6 8.Ag5 Ce7 9.Axf6 gxf6 10.Ch4 Rg7 11.Dh5 Th8 12.f4 c6 13.Tf3 Cg6 14.Taf1 Dc7 15.Ce2 Ad7 16.Cg3 Tag8 (vegeu el diagrama) 17.Dh6+!! Rxh6 18.Chf5+ Axf5 19.Cxf5+ Rh5 20.g4+ Rxg4 21.Tg3+ Rh5 22.Ae2# 1–0